# Comtat d'Orgaz
El comtat d'Orgaz és un títol nobiliari espanyol. El títol actualment està vacant.
El títol va ser creat a La Corunya el 17 de maig de 1520 per l'emperador Carles V, per premiar serveis a Álvar Pérez de Guzmán, senyor de les viles d'Orgaz i Santa Olalla, que s'havia mantingut fidel al monarca durant la revolta de les Comunitats de Castella. Pérez de Guzmán estava casat amb María González Girón, filla del fundador d'Orgaz, Gonzalo Ruiz Girón.
| Núm. | Titular                                     | Període   | Relació  |             |
| ---- | ------------------------------------------- | --------- | -------- | ----------- |
| 1    | Álvaro Pérez de Guzmán y Suárez de Mendoza  | 1520-1546 |          | [ 1 ] [ 5 ] |
| 2    | Isabel Pérez de Guzmán                      | 1546-1565 | Germana  | [ 1 ] [ 5 ] |
| 3    | Juan Hurtado de Mendoza                     | 1565-?    | Besnebot | [ 1 ] [ 5 ] |
| 4    | Juan Hurtado de Mendoza                     | ?         | Nét      | [ 1 ] [ 5 ] |
| 5    | Baltasar Hurtado de Mendoza                 | ?         | Fill     | [ 1 ] [ 5 ] |
| 6    | Esteban Hurtado de Mendoza                  | ?         | Fill     | [ 1 ] [ 5 ] |
| 7    | José Hurtado de Mendoza                     | ?-1685    | Germà    | [ 1 ] [ 5 ] |
| 8    | Agustín Hurtado de Mendoza y Rojas          | 1685-1712 | Fill     | [ 1 ] [ 5 ] |
| 9    | María Bernarda Hurtado de Mendoza y Rojas   | 1712-1732 | Germana  | [ 1 ] [ 5 ] |
| 10   | Josefa Hurtado de Mendoza y Rojas           | 1732-1738 | Germana  | [ 1 ] [ 5 ] |
| 11   | José Crespí de Valldaura Mendoza y Trelles  | 1738      | Fill     | [ 1 ] [ 5 ] |
| 12   | Cristóbal Crespí de Valldaura Mendoza       | 1738-1778 | Germà    | [ 1 ] [ 5 ] |
| 13   | Joaquín Pascual Crespí de Valldaura Mendoza | 1778-1814 | Fill     | [ 1 ] [ 5 ] |
| 14   | Esteban Crespí de Valldaura Mendoza         | 1814-1853 | Fill     | [ 1 ] [ 5 ] |
| 15   | Joaquín Crespí de Valldaura y Carvajal      | 1853-1868 | Germà    | [ 1 ] [ 5 ] |
| 16   | Agustín Crespí de Valldaura y Caro          | 1868-1895 | Fill     | [ 1 ] [ 5 ] |
| 17   | Esteban Crespí de Valldaura y Fortuny       | 1895-1922 | Fill     | [ 1 ] [ 5 ] |
| 18   | Agustín Crespí de Valldaura y Cavero        | 1922-1957 | Fill     | [ 1 ] [ 5 ] |
| 19   | Esteban Crespí de Valldaura y Cavero        | 1957-1960 | Germà    | [ 1 ] [ 5 ] |
| 20   | Gonzalo Crespí de Valldaura y Bosch-Labrús  | 1960-2022 | Fill     | [ 1 ] [ 5 ] |